# Изгубеният свят
„Изгубеният свят“ (на английски: The Lost World) е роман на английския писател Артър Конан Дойл, издаден през 1912 г., и първата творба на автора, свързана с образа на ексцентричния изследовател професор Челинджър.
Произведението описва ново и неоткрито късче от Земята, намиращо се на плато в Южна Америка, което е запазило непокътнато един праисторически свят на динозаври и други изчезнали видове. Група от изследователи и авантюристи, начело с професор Челинджър, тръгват да изследват изгубената местност.
По романа са направени няколко игрални филма, първия от които е ням филм от 1925 г. – пионер в стоп-моушън специалните ефекти. Американското кино създава още няколко екранизации по книгата, съответно през 1960, 1992, 1998 и 2001 г. Съществува и сериал, копродукция между Канада, Австралия и САЩ, излъчен на малкия екран от 1999 до 2002 г.

## Сюжет
Репортерът от вестник „Газет“ Едуард Малоун се обяснява в любов на Гладис Хънгъртън. Младата дама отхвърля предложението, с претенциите, че Малоун не е нейния тип мъж – авантюристично настроена личност. Жаден за приключения и опасности, отхвърленият мъж приема от своя редактор задачата да интервюира прочутия и противоречив зоолог професор Едуард Чалинджър. Челинджър одобрява поканата и Малоун посещава странния мъж. След като професорът разбира, че гостът е репортер, между двамата избухва свада, прекратена от полицай. Малоун прехвърля вината на себе си, с което прави добро впечатление на свадливия мъж и той отново е поканен в кабинета му. Този път Челинджър разкрива всичко, свързано с експедицията му до Южна Америка. Показва скици и снимки на непознати животински видове, кост от огромно животно и част от крилото на птеродактил. Челинджър предполага, че зад огромна скала в Южна Америка се намира цял непокътнат праисторически свят. Малоун е поканен на лекция на естественика Пърсивал Уолдрън.

## Персонажи
- Едуард Челинджър – прочут професор по зоология, известен също така със своя свадлив нрав, често довеждайки го към физическа саморазправа с неговите опоненти.
- Едуард Малоун – репортер на вестник „Газет“. Вежлив и стеснителен младеж, който е готов на всичко, за да се хареса на Гладис.
- Гладис Хънгъртън – красива, но студена жена, дъщеря на г-н Хънгъртън. Малоун е влюбен безнадеждно в нея.
- Макардъл – редактор на отдел „Новини“ и заместник-директор на „Газет“. Червенокос мърморещ старец.
- Тарп Хенри – редактор на „Нейчър“, който членува в един и същи клуб с Малоун. Слаб и висок човек.
- Г-н Хънгъртън – баща на Гладис, определян от Малоун като най-нетактичния човек на земята.
- Джесика Челинджър – съпруга на Челинджър. Пъргава и жизнена жена, която винаги се притеснява от избухливия нрав на съпруга си.
- Остин – прислужник и шофьор на Челинджър. Мълчалив и сух човек.

## Издания в България
- 1965. София. Изд: „Народна култура“. Биб: „Юношески романи“. Художник – Иван Кьосев. Твърди корици.[1]
- 1978. София. Изд: „Отечество“. Биб: „Фантастика“. Художник – Иван Кьосев. Меки корици.[2]